# 粗糠柴
粗糠柴（学名：Mallotus philippensis）为大戟科野桐属下的一个种。

## 扩展阅读
- 維基物種上的相關：粗糠柴